# 古色萨利
色萨利（羅馬拼音：Thessalía，或 ；Thettalía），是巴尔干半岛南部的一个古希臘传统区域名稱（今属希腊）。在 迈锡尼时期，色萨利地区被称为伊奧里亞（Aeolia），这个名字被继续用于希腊主要部落伊奧里斯人，他们的语言被称作伊奧里斯語。

## 地理
色萨利是一个从北部奥林匹斯山至南部斯佩耳刻俄斯河谷的广大区域 。色萨利中部平原周围环山，平原西部边界是品都斯山脉，南部边界是俄特律斯山，东部是皮利翁山和奥萨山，北面是奥林匹斯山。中部的平原包括两个盆地，拉里萨盆地和卡尔季察盆地，皮尼奥斯河经过此流入坦佩谷。 色萨利东南方的帕加斯湾（Pagasetic Gulf）是该地区唯一合适的港口。 
严格地说，在古代色萨利中部平原的主要居民是色萨利人。该地区被划分成四片区域：皮拉斯鳩提斯、弗休提斯、 色薩利奧提斯，以及希斯提奥提斯。 广义上讲，色萨利还包括周边被称为边民（perioikoi）的区域，这些地区居住着不同的族群，他们与色萨利人紧密联系在一起，要么是下属，要么是附庸，要么是盟友。边民地区由佩爾海比亞、馬格聶西亞、阿切亞弗休提斯、多洛皮亞、艾尼斯、馬里斯，和歐伊泰亞组成。 色萨利的三大城市是拉里萨（皮拉斯鳩提斯）、斐賴（皮拉斯鳩提斯），以及法薩洛斯（弗休提斯）。 
色萨利平原是种植谷物的理想地区，并且在古代适合养马。 亚历山大大帝的坐骑布西發拉斯来自法薩洛斯。然而，周围山区不适合农业，更加依赖于畜牧业。

## 历史
色萨利存在大量新石器时代和铜石时代文化遗址，其年代大约在前6000年–前2500年。色萨利地区也发现了迈锡尼定居点，被挖掘出來的碑上刻着迈锡尼铭文，使用线形文字B书写，地點位于沃洛斯的帕拉亚山卡斯特龙。
在神话中，色萨利是英雄阿喀琉斯和伊阿宋的故乡，以及神话生物和人物半人马、拉皮斯人、弗列吉安斯和密爾米頓人的故乡。荷马和其他一些诗人提到过当地的古老部落，分别是：伊奧里斯人、馬格聶提斯、佩爾黑比及皮拉斯吉安斯。
色萨利人是一个塞斯普罗蒂亞人部落（根据希罗多德, vii. 176; Veil. Pat. i. 3），最初来自塞斯普罗蒂亞的耶菲拉。 在一个据说是赫拉克勒斯后代的首领带领下，他们入侵了这个国家的西部地区，即后来的色萨利，驱逐或奴役當地原有的伊奧里斯人原住民，並稱他們為潘尼斯泰。随后，色萨利人扩散到了这个国家的其他地区，占有最肥沃的土地，並强迫佩爾黑比、馬格聶提斯、阿切亞弗休提斯和其他附近的族群臣服于他们并交纳贡品。 就像拉科尼亚，色萨利人划分为三个阶层：
1. 潘尼斯泰：类似斯巴达的黑劳士。
2. 臣服族群：他们拥有自己的土地，而非被色萨利入侵者占领。如上文所述，他们交纳贡品，他们拥有人身自由，虽然他们没有参与政府的权力。他们相当于拉科尼亚的珀里俄基人，他们被称呼為「色诺芬」（Xenophon）。[3]
3. 色萨利征服者：是唯一拥有公众管理权的族群，他们的土地由潘尼斯泰耕种。

在征服后的一段时间，色萨利似乎是被赫拉克勒斯后裔统治，只有这个伟大家族才能成为国家元首，在一段时期内参与最高权力。在这些王子中，有一位名为阿留亞斯（Aleuas），国家被分成四个地区：皮拉斯鳩提斯、弗休提斯、 色薩利奧提斯，以及希斯提奧提斯。这个划分贯穿了整個色萨利历史，因此可以认为这不只是形式上的划分。每个地区可能由地区议会处理事务，但我们完全不清楚这些地区的政府内部运作。
当需要的时候，一名首席行政官以塔古斯的名义当选，他的命令被所有四个地区遵守。他有时被称为國王（巴西琉斯），有时是执政官。他从每个地区征召士兵，并且从盟友处征收一定数量的贡品。当斐賴的傑森擔任塔古斯時，他擁有一支超过8,000名骑兵和不少于20,000人的重装步兵，而且傑森自称，在色萨利置于一个塔古斯統治下，将会有一支6,000骑兵，10,000重装步兵的军队。傑森从镇里征收的贡品同斯寇帕戴（Scopadae）家族中的一员预先支付的一样，此人根据布特曼（Buttmann）猜测是和斯寇帕斯（Scopas）是同一人，一位被埃里亞努斯提到的與小居鲁士同时代的人。当色萨利「没有在塔古斯的管理下联合起来」，臣服的镇拥有更多的独立性。后来，一些地区称呼他们的普通执政官为塔哥伊（tagoi）。
然而，色萨利很难联合在一个政府下。不同的城市处理事务时彼此独立，虽然较小的城镇似乎经常受到重要城市的影响。在几乎所有城市，政府的形式是權貴式的（王朝统治而非律法），权力集中于极少数大家族中，他们是古代國王的后裔。因此，拉里萨由阿雷乌阿斯家族统治，由此希罗多德(vii. 6)称呼他们为色萨利之王；克雷農（Cranon或Crannon）由斯寇帕戴家族統治，而法薩洛斯由克瑞翁戴家族（Creondae）統治。这些贵族的大庄园由潘尼斯泰种植；他们以殷勤好客而著称，并以一种高贵的方式生活。他们从南方吸引了很多诗人和艺术家。然而，色萨利平民并没有默默服从贵族的专制。两个阶级之间的竞争似乎早已产生，瑟瓦爾猜测，塔古斯选举，就像罗马独裁官一样，有时候被用于压制平民的权宜之计，是有可能的。在拉里萨，阿雷乌阿斯家族对人民派做出些许让步。
前480年夏，第二次希波战争期间，波斯人入侵了色萨利。古希腊人的军队守卫在坦佩谷阻击敌人。不久之后，色萨利投降，阿雷乌阿斯家族加入了波斯一方。

## 色萨利的古代硬币

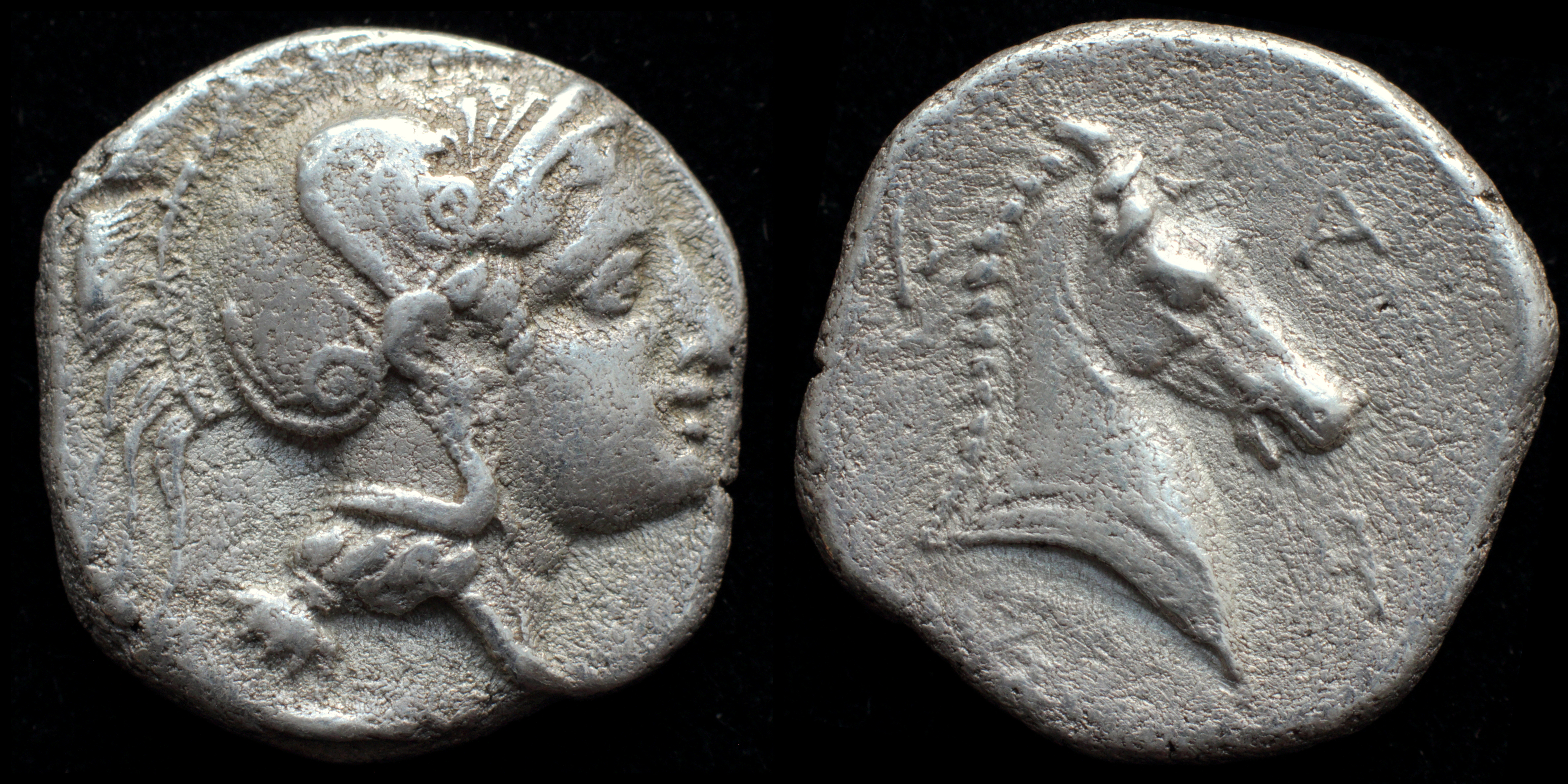
半打蘭銀幣，Pharsalos，450–400 BC
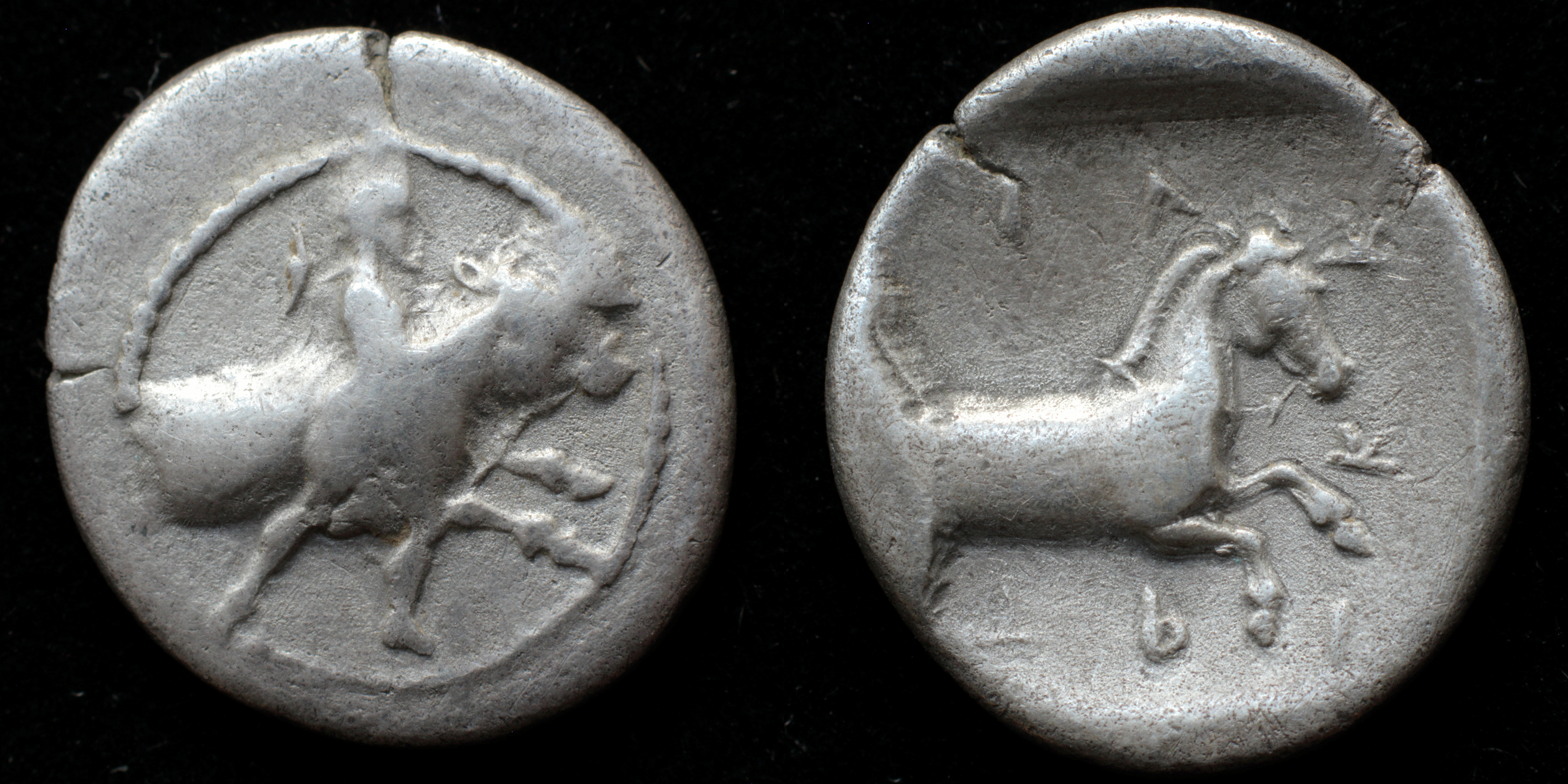
半打蘭銀幣，Trikka，440–400 BC
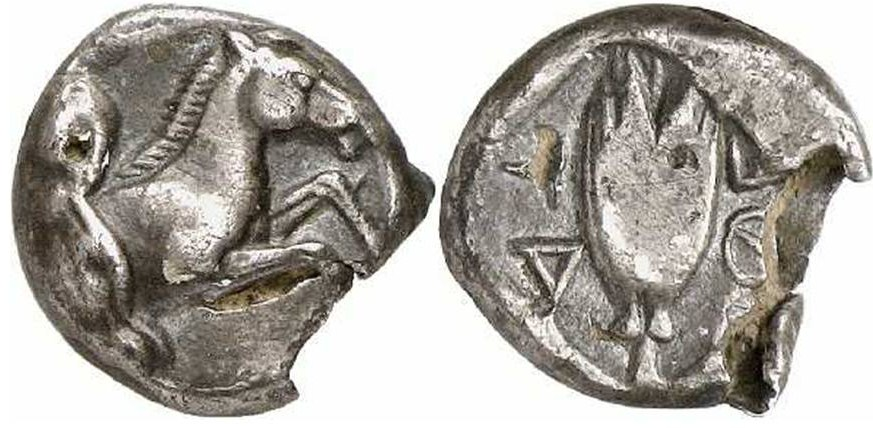
半打蘭銀幣，Thessalian League，470–460 BC
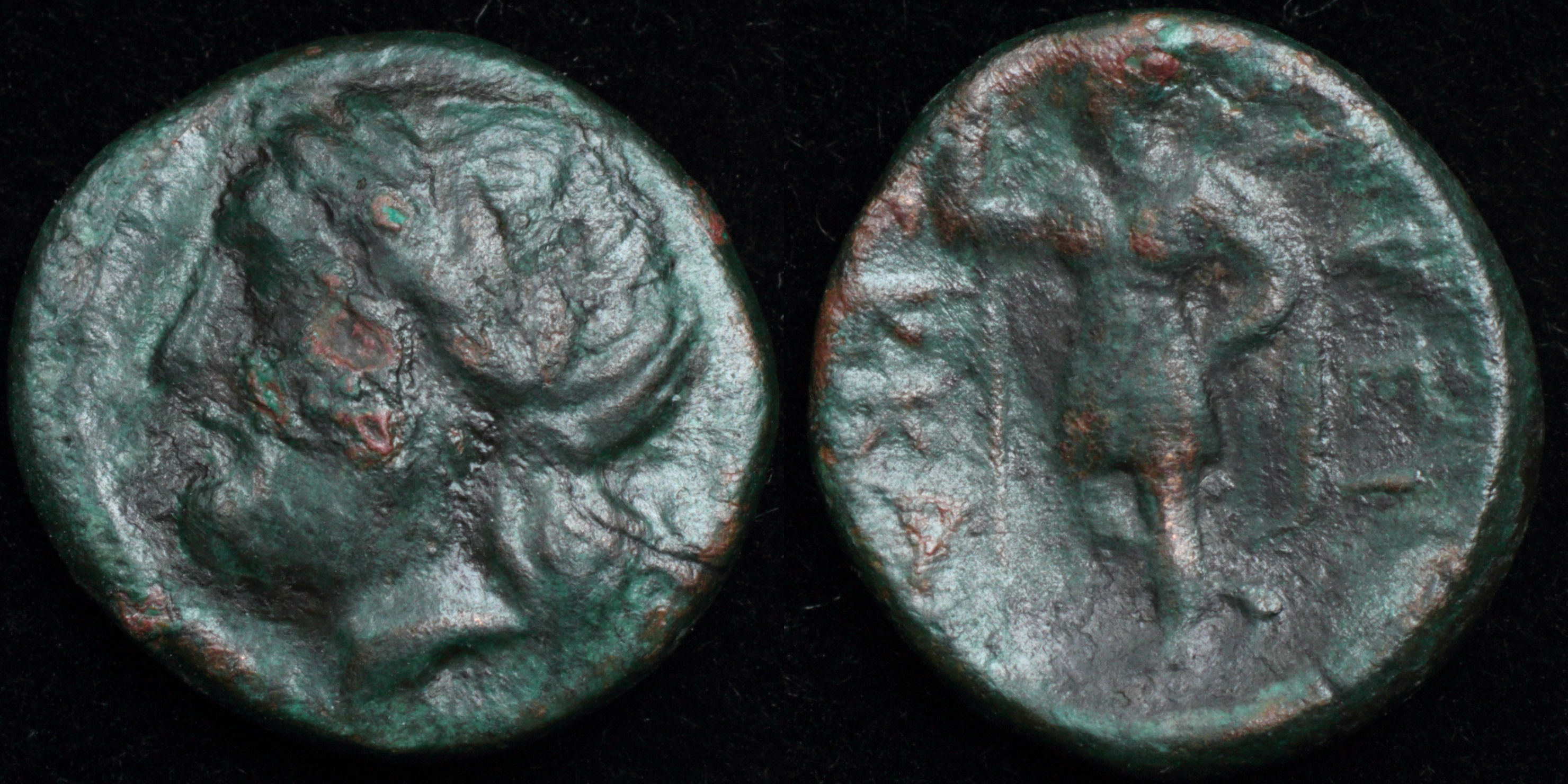
銅幣，Ekkarra，325–320 BC
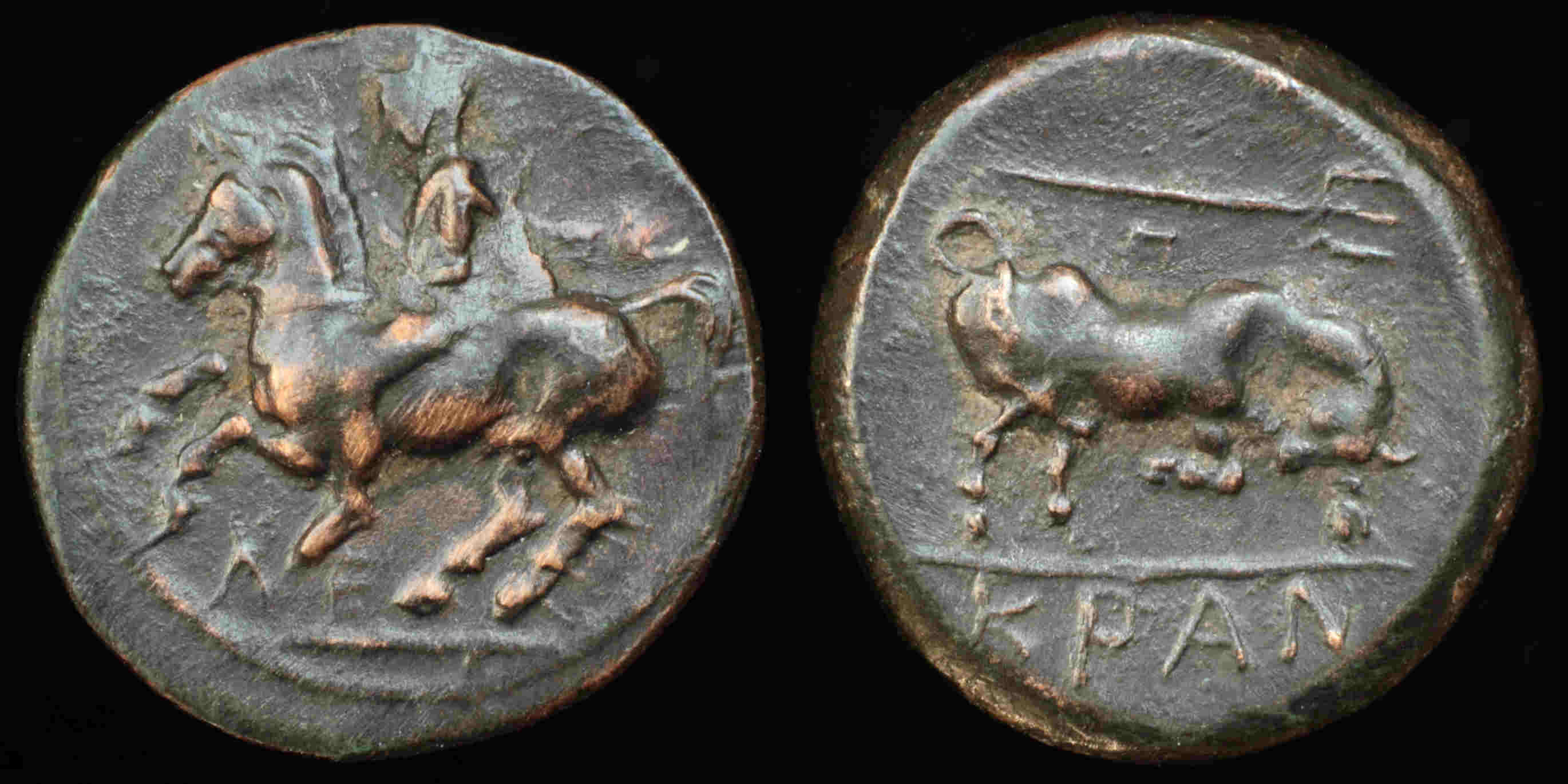
銅幣，Krannon，400–344 BC
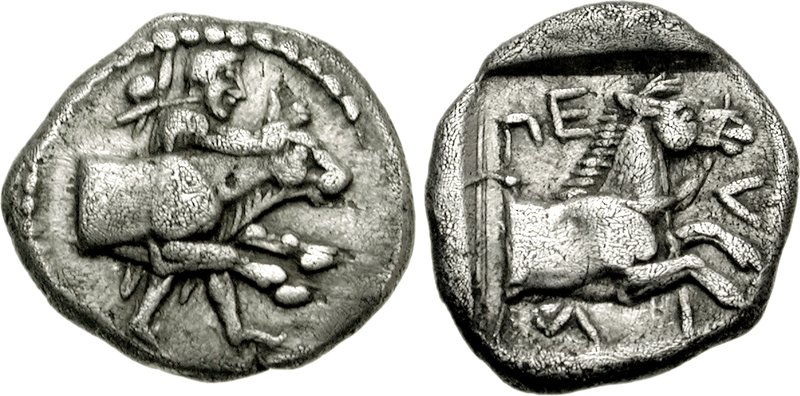
半打蘭貨幣，Pelinna，460–420 BC